# ロッキー&ブルウィンクル
『ロッキー&ブルウィンクル』（原題：The Adventures of Rocky and Bullwinkle）は、2000年のアメリカのコメディ映画。

## 概要
1960年代にアメリカで放送されていたアニメ「空飛ぶロッキーくん」を実写化した作品。出演は、ロバート・デ・ニーロ、レネ・ルッソ、ジェイソン・アレクサンダーなど。主人公のロッキーとブルウィンクルは、3DCGによって実写映像と合成されている。デ・ニーロの養女であるデレナ・デ・ニーロほか、多数の豪華俳優のカメオ出演も見所である。

## あらすじ
1960年代に世界で大ヒットしたアニメ、「ロッキー＆ブルウィンクル」が終了してから35年。アニメの主人公であったリスのロッキーとヘラジカのブルウィンクルは失業し、アニメの再放送の資金によって生活していた。一方、彼らのライバルであるフィアレスリーダー率いる悪の3人組は、映画会社フォニー・ピクチャーズの幹部ミニーにロッキー＆ブルウィンクルの映画製作の話を持ち掛け、ミニーは契約書にサインしてしまう。テレビの中から飛び出してきた3人組は、RBTVというケーブルテレビ局を作って洗脳映像を流し、フィアレスリーダーを大統領にして世界を征服しようと企む。そんな彼らの計画を阻止するべく、FBI捜査官のカレンはロッキーとブルウィンクルに助けを求めた。

## キャスト
- ロッキー：ジューン・フォーレイ（矢島晶子）
- ブルウィンクル：キース・スコット（中尾隆聖）
- フィアレスリーダー：ロバート・デ・ニーロ（小川真司）
- ボリス：ジェイソン・アレクサンダー（斎藤志郎）
- ナターシャ：レネ・ルッソ（塩田朋子）
- カレン：パイパー・ペラーボ（石塚理恵）
- キャピー：ランディ・クエイド（たかお鷹）
- ミニー：ジャニーン・ガラファロー（沢海陽子）
- PG・ビガーショット：カール・ライナー（緒方愛香）
- ウォッパー・チョッパーのパイロット：ジョナサン・ウィンタース（峰恵研）
- オクラホマの警察官：ジョン・グッドマン（中博史）
- ルイス：ケナン・トンプソン（高木渉）
- マーティン：ケル・ミッチェル（檀臣幸）
- サインオフ大統領：ジェームズ・レブホーン（伊藤和晃）
- メジャース：デヴィッド・アラン・グリア（石住昭彦）
- シェーンテル：ジョン・ポリト（中博史）
- 判事：ウーピー・ゴールドバーグ[1]（くじら）
- マットレスのセールスマン：ビリー・クリスタル[1]（檀臣幸）
- ナレーター：キース・スコット（長島雄一）
- ニンジンにされたFBI捜査官：ダグ・ジョーンズ
- ジェニー：パジェット・ブリュースター

## 評価
この作品に対する評価は低く、ロッテントマトでは98件のレビューに基づき44％の評価で「腐っている」となった。サイト側の批評の要約は、「この映画は元の漫画の性質に忠実に制作されているが、脚本は期待はずれで面白いものではない。」となっている。

## ノミネート
- スティンカーズ最悪映画賞：最悪なテレビ番組の映画化部門、最悪助演女優賞（レネ・ルッソ）
- ゴールデンラズベリー賞：最低助演女優賞（レネ・ルッソ）
- サターン賞：助演女優賞（レネ・ルッソ）、助演男優賞（ジェイソン・アレクサンダー）

## DVDリリース
アメリカでは2001年2月13日にVHSとDVDが、2018年5月15日にBlu-rayが発売された。日本では2003年1月24日にVHSが発売された。DVDは未発売。